# 阿尔韦托·藤森
阿尔韦托·謙也·藤森·井元（西班牙語：Alberto Kenya Fujimori Inomoto，發音：[alˈβeɾto ˈkeɲɟʝa fuxiˈmoɾi inoˈmoto]；1938年7月28日—2024年9月11日），和名藤森謙也（日语：ふじもり けんや，羅馬化：Fujimori Kenya，發音：[ɸɯʑiꜜmoɾi keꜜɰ̃ja]），日本裔秘鲁政治人物，生于利马，於1990年7月28日—2000年11月17日擔任秘鲁總統，擁有秘魯、日本雙重國籍，是南美洲首位日本裔國家元首。其政治主張被稱為藤森主義。
藤森在1990年當選秘魯總統，任內推行新自由主義改革，消除了導致數以百萬計秘魯民眾失業的惡性通貨膨脹，將數十家國營公司私有化，並削減貿易關稅，為秘魯經濟奠定基礎，帶領國家一度成為拉丁美洲最穩定經濟體之一。他亦領導打擊光辉道路等共產主義游擊組織，令國內治安穩定。但另一方面，1992年藤森發動自我政變關閉國會，重新頒佈憲法，以便推動自由市場改革以及強硬的反恐法律，又強迫秘魯原住民婦女絕育，令他備受爭議，最終於2000年因選舉舞弊醜聞而被迫下台，並流亡日本，之後曾競選日本國會議員但落選。2005年，藤森在智利短暫滯留期間被捕，其後被引渡至秘魯，2009年被判處25年有期徒刑，直至2023年10月獲秘魯憲法法院赦免並釋放。2024年9月11日，藤森因癌症逝世，終年86歲。

## 生平

### 早年
根據秘魯政府官方資料，藤森是於1938年7月28日在秘魯利馬米拉弗洛雷斯區出生，父親藤森直一（／ Fujimori Naoichi），母親藤森睦惠（音譯，／ Fujimori Mutsue）旧姓井元（／ Inomoto），均來自日本熊本縣飽託郡河内町（今屬熊本市西區），於1934年移居秘魯，在藤森出生後向日本駐秘魯大使館申請保留兒子日本國籍，因此他持有雙重國籍。有反對藤森的政治人物指，藤森其實是在日本出生，並不符合《秘魯憲法》對總統必須於秘魯出生的規定。在政治雜誌 Caretas（中文直译《面具》）在1997年其中一期裡，曾提及藤森的出生地可能改動過，包括把原地點塗改，以不同筆跡寫Miraflores，另外也有報導指藤森的受浸證書也可能曾遭塗改。
在藤森參政之前，他曾於秘魯國立農業大學就讀農業工程系，1961年畢業，並獲有農業工程師的專業資格。及後赴歐美攻讀碩士學位，在福特奖学金的资助下，于1969年获得威斯康辛大学密尔沃基分校数学硕士学位。回國後曾任國立農業大學校長及全國大學校長委員會主席。

### 政治生涯
1989年，開始投身政治，成立了右翼政黨「变革90」（Cambio 90），並於翌年參加總統選舉，被評為當時的黑馬候選人，聲望急速升高，1990年4月8日各候選人票數都沒過半，1990年6月10日，得票率最高的2大候選人對決的第2輪選舉中，藤森以57％的得票率勝過作家出身、中間派的马里奥·巴尔加斯·略萨而當選總統，並於1990年7月28日宣誓就職，成為南美洲首位日裔國家元首，亦是南美洲繼蓋亞那的鍾亞瑟、蘇里南的陳亞先後第三位東亞裔國家元首。
藤森在第一屆任期中曾創造高度的經濟成長，但在第二屆任期中，由於1990年代後期的厄爾尼諾現象嚴重影響了秘魯經濟，導致成長力道減弱，然而1992至2001年間的國內生產總值總增長率仍達44.60%，相當於每年3.76%；1991至2001年間的人均生產總值總增長率達30.78%，相當於每年2.47%。 而秘魯國家統計局 INEI 的報告 指出：在阿蘭·加西亞任內，秘魯的貧民比率由41.6% 升至55%，而在藤森任內則稍有好轉（降至54%）。聯合國糧食及農業組織的一份報告 則指出：在1990-92年與1997至1999年間，秘魯的營養不足人口比率下降了29%。
秘魯重新進入全球經濟體系，並吸引了外資。藉著賣出國營企業，某些服務產業得到了改善，例如當地的電話、手機與網際網路業。舉例明之，在私有化之前，一名顧客可能要等上十年，國營電話公司才會裝妥線路，而且裝機費甚高（然而月租費較低廉）；而私有化以後僅須等上幾天。電話普及率由1993年的 2.9% 提昇至2000年的 6.2%。 私有化也促使外資湧入礦業、觀光、出口農業與能源產業等出口導向產業。加西亞任內幾近於零的外匯存底增加到將近一百億美元。
批判者指出，藤森之所以能鼓勵有外資參與的大型採礦計畫，並推動有利於礦業的法律，實為戒嚴後的政治氣候所致。
一些分析家則表示：在藤森任內的經濟成長背後，反映的是跨國企業大量開採不可再生資源；這些企業看上的是極低的礦區使用費，也正因如此，開採所得幾乎全流向國外。
藤森的私有化計畫也仍受爭議，2002年由反對派社會主義議員坎塞科發起的一份國會調查指出：在將數百間國營企業私有化所得的90億美元收入中，只有一小部份真正利益到秘魯人民。
藤森的風格有時被評為「民粹獨裁主義」。政治分析家肯尼認為藤森政府在戒嚴後走向了專政；與藤森合作密切的秘魯情報局局長弗拉迪米羅·蒙特西諾斯建立了一個遍及政、商及媒體的貪腐網絡；1996年解密的一份文件證明，雖然美國政府知道他向毒販收取保護費，中央情報局仍提供他每年100萬美元，共計十年的緝毒經費。 蒙特西諾斯後來被以挪用公款、販毒及謀殺等罪名起訴。
在藤森上台前，秘魯全國有不少領土為反政府游擊隊控制，包括毛派組織光辉道路和馬列主義組織圖帕克·阿馬魯革命運動。單在1989年，超過100名官員被「光辉道路」殺害，有四分之一的秘魯區議會及省議會選擇不舉行選舉。在「光辉道路」的恫嚇下，秘魯有超過三分一的法庭，在同一年內出現了太平紳士職位空缺。此外在1980年代亦有多名工會領袖及軍官遇刺。

光辉道路游擊隊活動區域

在1990年代初期，全國有部份領土為反政府組織所佔據，這些佔領區又稱為「解放區」（zonas liberadas），住在這些地方的居民需向反政府組織繳稅。在「光辉道路」抵達利馬時，該組織以殺戮及其它形式的暴力發起罷工，當時「光辉道路」主要為大學生及教師所領導。在藤森政府之前的费尔南多·贝朗德·特里和加西亞政府，最初無視光辉道路的威脅，後曾發起軍事行動，但不成功，為國家後來的精英人才外流埋下了伏線。
至1992年為止，估計在12年間已有約20,000人命喪於「光辉道路」游擊隊之下。1992年7月16日，利馬最富裕地區塔拉塔發生炸彈襲擊，多個汽車炸彈連環爆炸，造成40多人死亡。一名評論員形容該襲擊是「向藤森總統下戰書」，其後陸續有銀行、酒店、學校、餐廳、警局、商店等遭汽車炸彈襲擊，游擊隊同時炸毀兩條連接海岸至安地斯的兩條鐵路橋，一些大型銅礦的運輸路線因而中斷。
在清剿反政府游擊隊方面，藤森確有一番手段。他在位期間曾逮捕「光辉道路」領袖阿維馬埃爾·古斯曼，結束了長達15年的恐怖時代，而獲得人民的讚賞。在反恐手段中，藤森賦予軍隊權力，逮捕疑似恐怖份子者，並於軍事法庭進行秘密審訊；又動員郊區的民眾武裝起來，組織自衛隊，共同反恐。
隨著清剿行動漸見成效，游擊隊的活動於1992年起大幅減少，藤森聲稱他的行動大大消除恐怖份子的威脅，但其實功勞應歸於國家的反恐理事會（DINCOTE），使多個恐怖組織的首腦被捕，尤其是逮捕「光辉道路」的領袖。有人認為藤森的反恐行動與侵犯人權的問題出現牴觸，在軍方與武裝分子的交戰當中，死傷者多為無辜的農民。在2003年國家的一份報告當中，提及在1980年至1995年間，大多數的恐怖活動均由游擊隊製造的，另外秘魯軍方在該段期間，曾破壞一些村落以及殺害一些被懷疑協助叛軍的農民，有濫殺無辜之嫌，因此他們也需承擔責任。
其中一宗案件，有14名軍人涉嫌於1988年5月14日在一個城鎮屠殺了47名男女和兒童，被軍事法庭宣判入獄三個月至一年不等。該14名被告不服上訴，辯稱其隊長和另外3名士兵在他們執勤前一天遭到「光辉道路」的伏擊喪生。後來他們上訴得直，得以繼續服役，沒有入獄。
1996年12月17日，首都利馬的日本大使官邸內正在舉行派對，一批全副武裝的MRTA游擊隊闖進使館並挾持800多人作人質。在與軍方長達四個月的對峙期間，多名人質陸續獲得釋放，至翌年四月只剩下72人。該組織要求政府釋放被囚禁的組織成員，他們事前已有周詳計劃作出行動，但政府拒絕其要求，堅決要作出談判及營救。
1997年4月22日，秘魯軍方出動一支為數140名士兵的突擊隊拯救人質，行動中兩名士兵和全數十四名綁匪死亡，另有一名人質在救出後被證實死亡，遇害人質為一名法官，經法院裁定，該人質在軍方的拯救行動中喪生。事件繼續調查至2002年，根據目擊者所提供的證詞，行動中只有一名綁匪當場被軍方擊斃，其餘綁匪均棄械投降，在國家情報局的指使下遭軍方當場處決。
藤森領導後期被批過於專制而遭受不少非議，美國亦認為藤森建立的個人專制體系不利於拉丁美洲民主化，不再給予支持。
藤森任期後段捲入多宗政治貪污醜聞，更因此於2000年大选時引發一連串違憲、賄賂及選舉舞弊問題，激發嚴重示威抗議；最終其於選后決定下台，藉外訪行程流亡日本並於酒店以傳真遞交請辭信。由於其父母早已向日本使館為藤森申請保留日本國籍，並且亦沒有於在1985年修法時放棄，因此擁有日本居留權。當時日本國內態度對藤森甚為正面，其中原因是在1997年的日本駐秘魯大使館人質危機中表現果斷。藤森在下台前順便宣佈了對1980年至1995年間曾觸犯人權罪行的軍警特赦，此舉受到人權組織及多個國家的批評。

### 下台後
繼任總統托萊多從就任起便大舉蒐集藤森過往的犯罪證據，包括多次與最高法院、稅局及其他權力機構召開會議，以「集中力量把罪犯藤森從日本抓回來」。托萊多的急進超越了秘魯法律的底線，包括強迫司法及立法機關在不聽取藤森答辯的情況下判藤森有罪（見1993年的秘魯政治憲法），作缺席審判。另在毫無指控的情況下把支持藤森的國會議員開除。最後司法部拒絕了托萊多的越權行為。
2005年11月6日，藤森乘坐私人飛機由日本經墨西哥飛抵智利首都聖地牙哥，並直接到達酒店下榻。由於智利和秘魯兩國關係緊張，藤森可能是看準了智利政府不會把他交給秘魯才敢到智利。其後智利警方宣佈，警方於當地時間11月7日凌晨在藤森入住的萬豪大飯店將他逮捕。而秘魯外長馬烏都阿在聲明中表示是秘魯方面向智利當局提出拘捕的要求。
2006年1月3日，秘鲁政府以藤森在任期间屠杀、挪用公款等为理由，正式向智利外交部递交了有关引渡藤森的申请。1月10日，秘鲁国家选举委员会决定，禁止藤森参加下一届总统大选。他们依据秘鲁议会的一项裁决作出此决定。秘鲁议会曾裁定，藤森在2011年之前不得在该国担任公职。5月18日，藤森被允许保释，从而使他获得了临时人身自由。
2007年6月27日，正被智利當局軟禁的藤森宣佈將代表國民新黨參加第21屆日本參議院選舉。最終，他以排名第四落選。
2007年7月11日，智利最高法院做出一审判决，拒绝秘鲁政府提出将藤森引渡回秘鲁的要求。但随后在9月21日，智利最高法院做出终审判决，批准将藤森引渡回秘鲁。9月22日，藤森被引渡回秘鲁接受审判。同年12月11日，藤森因濫用職權及指使他人非法搜查罪而被判監6年，期間藤森曾提出上訴，最高法院於2008年4月15日駁回上訴，維持原判。
2009年4月7日，秘魯最高法院特別法庭裁定藤森在兩起綁架殺人案中犯有踐踏人權罪，判處其25年監禁。同年7月，一个法庭判处藤森7年半监禁，因为他挪用公款1500万美元付给蒙特西诺斯。同年10月3日秘鲁法院判处藤森6年监禁，罪名是在他10年统治期间，授权窃听和进行行贿等违法行为，这已经是藤森第四次刑事审判，藤森表示他将对判决提出上诉。2012年底，消息指藤森罹患舌癌及其他健康問題，其家人向時任總統烏馬拉請求特赦藤森，惟烏馬拉以藤森病情未算嚴重為由拒絕。2016年7月，尚餘三天總統任期的烏馬拉總統指因時間不足而未能處理第二次特赦藤森的申請，留待繼任的庫琴斯基總統處理。2017年12月24日，秘魯總統庫琴斯基以患有“无法治愈的退行性”疾病为由特赦藤森，將他提早釋放。2018年10月3日，秘鲁最高法院决定撤销对藤森的特赦。2022年3月17日，秘魯憲法法院決定恢復對藤森的特赦，但相關單位尚未執行釋放，而美洲人權法院提出反對此決定的決議。2023年12月5日，秘魯憲法法院再次以人道理由決定釋放藤森，隔日獲釋。

### 逝世
藤森此前就被诊断患有舌癌、高血压、胃炎等多种疾病。
2024年9月11日，其女藤森惠子发文称藤森因癌症于自家逝世，终年86岁。在他逝世前兩個月左右，藤森惠子曾宣佈當時85歲的藤森有意參與2026年總統大選。在他逝世後，全國隨即進入3天哀悼期，他的國葬於9月14日在利馬國家劇院舉行。

## 争议

### 強迫節育政策
學者估計當地有超過兩千名克丘亞婦女在1990年代阿爾韋托·藤森的強迫絕育政策下，遭到強迫結紮。

### 掠夺新闻自由
2000年5月3日，非政府组织「無國界記者」將藤森列入「新聞自由掠奪者」名單。

### 政治庇护的传言
2000年11月，时至秘鲁陷入政治危机之时，有传言称藤森正在马来西亚寻求政治庇护，但时任马来西亚首相马哈迪·莫哈末于11月16日驳斥了该谣言。

## 家庭及個人生活
藤森的女兒藤森惠子在2006年當選秘魯國會議員，在2011年參選總統，於第二輪投票取得48.551%的有效票落敗；2016年捲土重來，以39.85%的得票率，在第一輪投票居於第一，卻在第二輪投票以49.78%的得票率落敗，但其所代表的「人民力量」卻在總數130席的國會中取得71席，穩居第一大黨。
其子藤森健二為人民力量黨國會議員。
藤森在秘魯國內被暱稱為，直譯意思是「中國人」，雖然他真正的身份是日本裔。南美洲西班牙語人士習慣把所有東亞裔人士俗稱為，無論是否有貶義。

## 外部連結
- 阿尔韦托·藤森 （页面存档备份，存于）（西班牙文）（英文）（日語）
- 日本为何“死保”秘鲁前总统藤森·人民网日本版 （页面存档备份，存于）

| 前任： 阿蘭·加西亞 | 秘魯總統 1990年－2000年 | 继任： 巴倫廷·帕尼亞瓜 |